# Groupe EOS
Le Groupe EOS est une holding regroupant plus de 60 filiales réparties dans plus de 25 pays à travers le monde, dans le secteur des services financiers. Son activité principale est la gestion de créances, incluant l’acquisition et le recouvrement de créances.

## Histoire
Le groupe EOS remonte à 1974 lorsque le service allemand de recouvrement de créances du service juridique et de relance du Groupe Otto  a pris son indépendance pour devenir « Mercator-Inkasso » puis DID (Deutscher Inkasso-Dienst).  Le développement à l’étranger a débuté en 1981, avec la création de la société de recouvrement de créances EID (Euro Inkasso-Dienst) aux Pays-Bas. En 1986, DID a pénétré le marché du rachat de créances puis est entré sur le marché suisse en 1988. Ont suivi l’Autriche en 1991 et la Grande-Bretagne en 1993. Dans les années 1990, DID a acquis et pris des participations dans de nombreuses entreprises. En 1999, DID a acheté Kasolvenzia et pénétré les marchés polonais, slovaque, slovène, tchèque, ukrainien et hongrois,,. 
Depuis septembre 2000, les sociétés du groupe distribuent leurs services sous la marque EOS,. Le développement sur le marché américain a commencé en 2001 avec l’acquisition de Collecto Inc,. En 2005, EOS a acquis le groupe de recouvrement de créances grec Matrix, étendant ainsi son activité aux marchés grec, macédonien et serbe. En 2006, EOS Field Services a pénétré le marché espagnol. Plus récemment, EOS a notamment pénétré le marché Canadien. Il s'est également implanté en France par des acquisitions,.

## Activité

### Métier
Le Groupe EOS est spécialisé dans le rachat et le recouvrement de créances pour compte propre ou compte de tiers. 
Il gère les créances d’acteurs économiques et d’entreprises principalement dans les secteurs suivants : banques et crédit à la consommation, services et télécommunications, énergie, entreprises de service public, immobilier,vente par correspondance et e-commerce.
Les entreprises du Groupe EOS sont spécialisées dans un ou plusieurs domaines du service financier :
- Recouvrement international de créances
- Rachat de créances
- Externalisation des processus de gestion

### EOS en France
Le groupe EOS est aujourd’hui représenté en France via EOS Credirec et EOS Contentia qui ont chacun leur champs de compétences distinct: le recouvrement de créances cédées pour Credirec et le servicing pour Contentia.
EOS Credirec, créée en 1993 sous le nom de Credirec et initialement détenue par différents fonds de private equity, a été rachetée par le groupe EOS le 28 avril 2011, et renommée
EOS Credirec. 
En juillet 2016, EOS Credirec se rapproche de la société Contentia France (Appartenant au groupe 3SI déjà filiale du groupe Otto) et permet au Groupe EOS d’asseoir encore davantage sa position en France. En 2018, EOS Crédirec et Contentia France fusionnent sous l'entitée commune EOS France.
EOS ou sa filiale française Credirec ont été condamnés au moins à deux reprises en France, une première fois en 2013 pour harcèlement sur des créances imaginaires (des dettes remboursées), l'autre en 2018 pour avoir fait prélever de l’argent sur le compte d'un consommateur pendant un plan de surendettement.

## Lobbying
EOS est inscrit depuis 2019 au registre de transparence des représentants d'intérêts auprès de la Commission européenne, et déclare en 2019 pour cette activité des dépenses annuelles d'un montant compris entre 100 000 et 200 000 euros.